# Langsamfahren (Fahrrad)
Langsamfahren ist eine Geschicklichkeitsdisziplin des Radsports.

## Regeln
Beim Langsamfahren müssen die Teilnehmer eine bestimmte – meist schmale –  Strecke möglichst langsam zurücklegen. Sofortige Disqualifikation gibt es bei Absteigen, Berühren des Bodens mit einem Fuß oder Verlassens der vorgegebenen Strecke. Die Strecken können zwischen 25 und 100 Meter lang sein. Die Teilnehmer starten nicht gleichzeitig, sondern nacheinander. Gewinner ist derjenige, der die längste Zeit benötigt, um ins Ziel zu kommen.

## Geschichte
Zu Beginn des Radsports ab den 1880er Jahren wurden regelmäßig Wettbewerbe und Meisterschaften im Langsamfahren ausgetragen, meistens im Rahmen von Vereins- oder Gaumeisterschaften. Anfangs wurden noch Hochräder gefahren, und beim Langsamfahren konnte die Beherrschung der schwierig zu fahrenden Räder besonders gut trainiert werden.  Aber auch nachdem Hochräder aus der Mode gekommen waren, wurden Wettbewerbe im Langsamfahren bis in die 1930er Jahre ausgetragen, meist im Rahmen von Radsportfesten in Kombination mit Korsofahrten;  diese Tradition wurde besonders vom Rad- und Kraftfahrerbund Solidarität gepflegt.

## Langsamfahren heute
Heute wird Langsamfahren in Radsport-Clubs als Wettbewerb ausgetragen, damit insbesondere Kinder und Jugendliche das Fahrradfahren besser beherrschen lernen. Auch mit Einrädern werden Wettbewerbe im Langsamfahren ausgetragen, meist als Teil eines Geschicklichkeitsmehrkampfes.